# 기원전 0년대
기원전 0년대는 기원전 11년부터 기원전 2년까지를 가리킨다. 대부분 기원전 0년대를 기원전 9년부터 기원전 0년까지로 알고 있으나, 엄밀히 말해서는 그레고리력과 율리우스력에는 0년이란 단위가 없으므로, 0년은 기원전 1년이라고 고쳐 불러야 하고, 기원저 1년은 서기 0년대이니 기원전 2년이 기원전 0년대의 끝이다.